# Erebia magna
Erebia magna är en fjärilsart som beskrevs av Rocci 1923. Erebia magna ingår i släktet Erebia och familjen praktfjärilar. Inga underarter finns listade i Catalogue of Life.